# Valentin von Terni
Valentin von Terni († 14. Februar 269), auch Walentin von Terni, ist ein Heiliger und Märtyrer der römisch-katholischen Kirche. Im 3. Jahrhundert nach Christus war er Bischof von Interamna, dem heutigen Terni. Valentin von Terni wird heutzutage als Patron der Liebenden verehrt, so dass auf ihn das Brauchtum des Valentinstags zurückgeht.
Früher wurde er bei Krankheiten, wie etwa der Epilepsie, um Hilfe gebeten. Bei diesem Patronat wurden Valentin von Terni und Valentin von Rätien gleichermaßen angerufen. Mit der Verehrung durch die Hilfesuchenden wurden beide Gestalten im Lauf der Zeit immer mehr vermischt.

## Leben
Die Überlieferung unterscheidet und vermischt zugleich einen Valentin von Terni und einen Valentin von Rom. Womöglich handelt es sich aber auch um ein und dieselbe Person.
Valentin von Terni soll als Bischof in Rom durch eine Krankenheilung viele Leute für den christlichen Glauben gewonnen haben. Dies brachte ihm eine Anklage vor Gericht und um das Jahr 268 den Märtyrertod durch Enthauptung.
Valentin von Rom soll als Priester Liebespaare trotz des Verbots christlich getraut haben und deswegen am 14. Februar 269 hingerichtet worden sein. Zudem habe Valentin den frisch verheirateten Paaren Blumen aus seinem Garten geschenkt. Die Ehen, die von ihm geschlossen wurden, haben der Überlieferung nach unter einem guten Stern gestanden.

## Reliquien

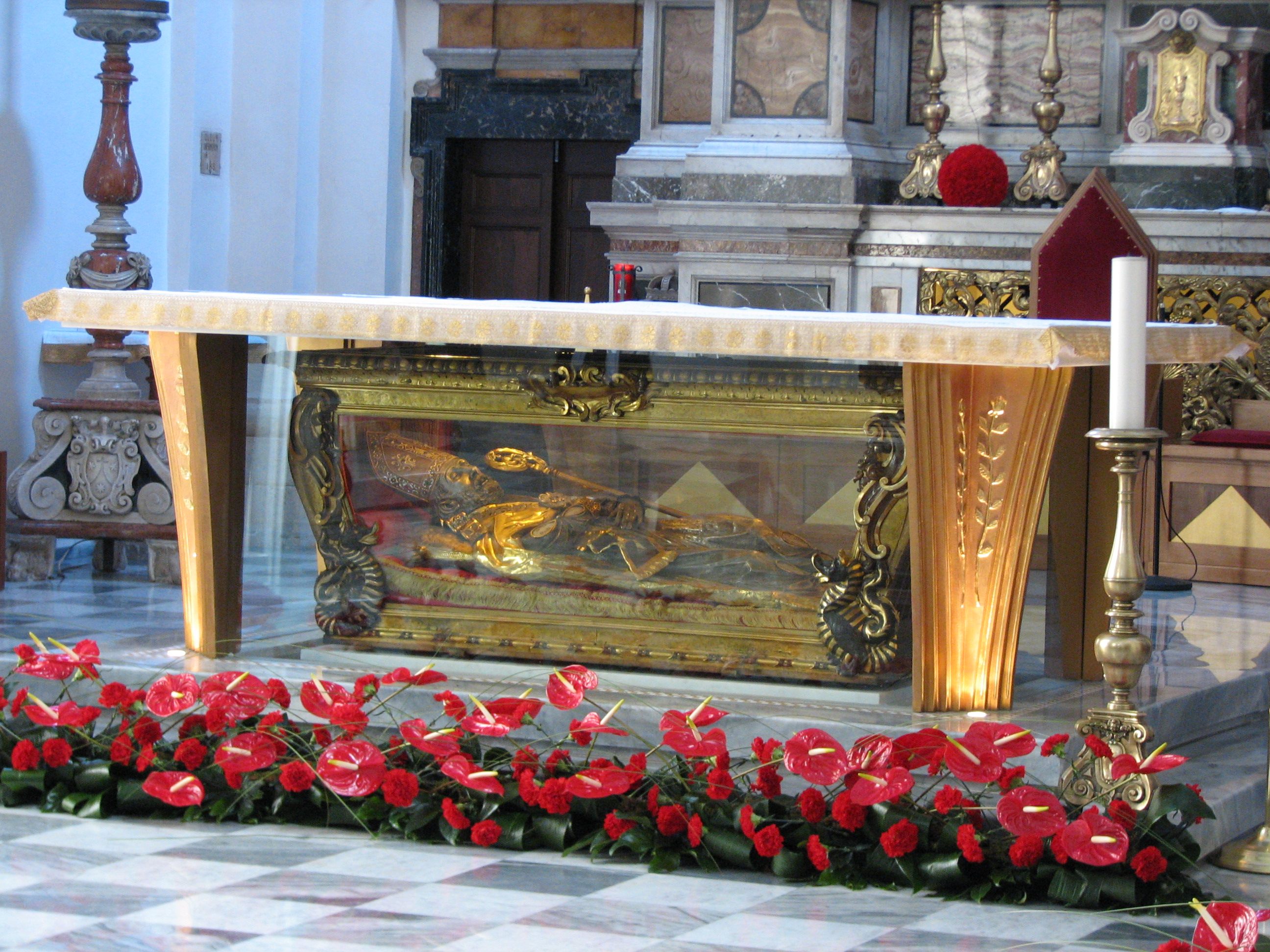
Altar mit Valentins Reliquien in der Basilika San Valentino in Terni

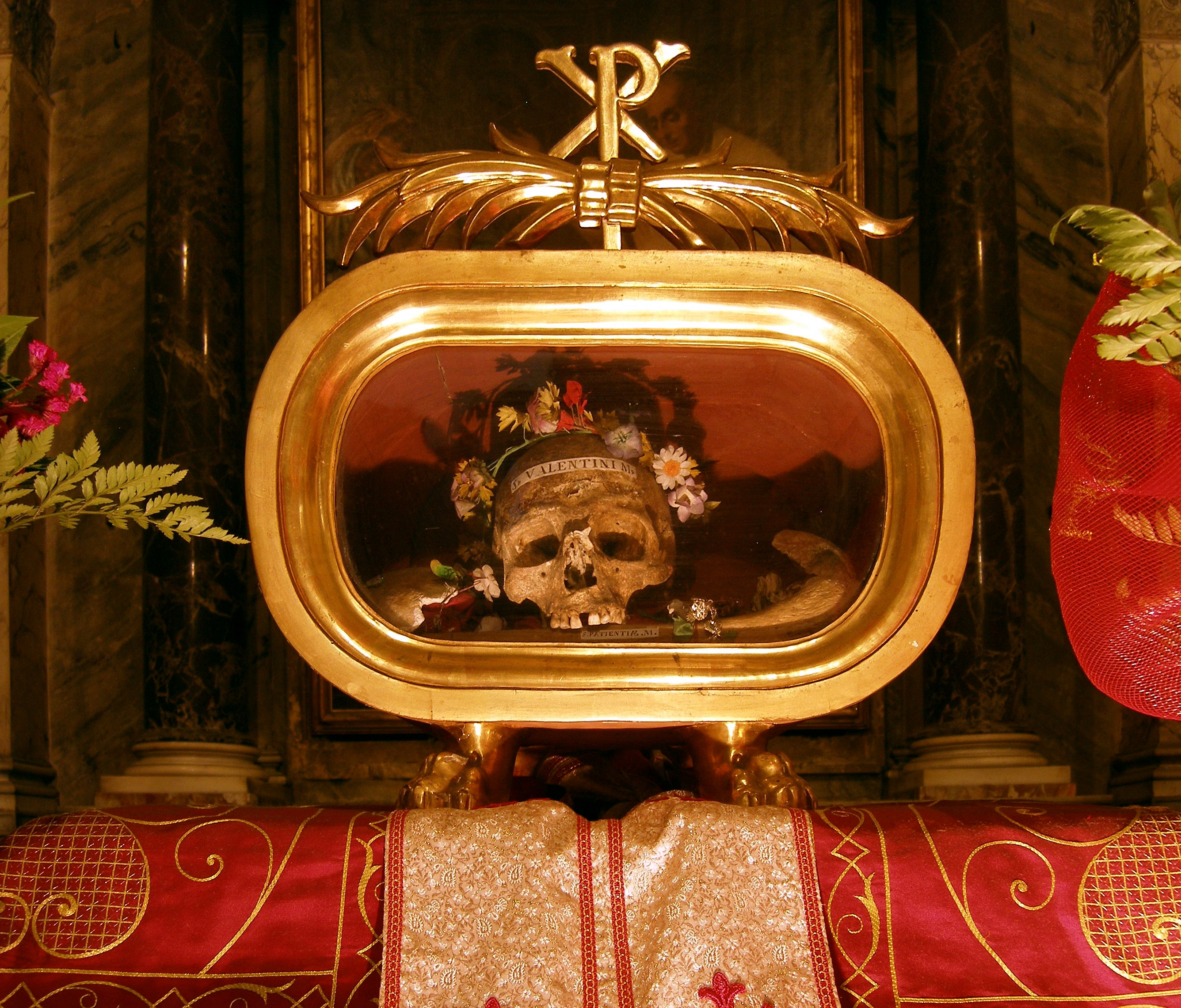
Angebliche Gebeine Valentins in Santa Maria in Cosmedin

Mehrere Orte in Europa behaupten, die Gebeine Valentins als Reliquien zu verwahren, wobei unklar ist, ob es sich dabei tatsächlich um Valentin von Terni handelt. Einige dieser Orte sind:
- Das Kloster der Heiligen Konstantin und Helena, Bulgarien
- Die Kirche Santa Prassede in Rom, Italien
- Die Kirche Santa Maria in Cosmedin in Rom, Italien
- Die Liebfrauenkirche in Worms, Deutschland
- Die Pfarrkirche St. Valentinus in Kiedrich im Rheingau, Deutschland (Rippenteile 1454 aus Worms)
- Die Stadtpfarrkirche St. Michael in Krumbach (Schwaben), Deutschland
- Die Kirche Saint-Jean-Baptiste in Roquemaure (Gard), Frankreich
- Das Karmeliterkloster in Dublin, Irland
- Die Pfarrei John-Duns-Scotus im schottischen Glasgow, Großbritannien
- Der Dom in Breslau, Polen
- Der Stephansdom in Wien, Österreich
- Die St. Peter und Paul Basilika am Wyssehrad in Prag, Tschechien
- Der Dom Christus Salvator in Fulda, Deutschland (Oberschenkelknochen)[3]
- Die Pfarrkirche St. Valentin in Ockfen, Deutschland
- Die Kirche St. Dionysius in der Arnoldskapelle in Hiltensweiler (Tettnang), Deutschland
- Die Kirche St. Valentin in Mertesheim,[4] Deutschland

## Patronate
Der heilige Valentin ist der Schutzpatron der Jugendlichen, Reisenden und Imker. Er wird bei Wahnsinn, Epilepsie und Pest angerufen. Zudem soll er zur Bewahrung der jungfräulichen Unschuld und zu einer guten Verlobung und Heirat verhelfen.

## Gedenktag
Valentins Gedenktag am 14. Februar (Valentinstag) gilt für folgende Kirchen:
- Lutherische Kirche – Missouri Synode (Valentin von Rom)
- Anglikanische Gemeinschaft (Valentin von Rom)
- römisch-katholische Kirche (Valentin von Rom und Valentin von Terni)

Der orthodoxe Gedenktag für Valentin von Terni ist der 30. Juli.

## Ikonografie
Die Darstellungen Valentins von Terni auf Votivbildern und Altarbildern der bekannteren Wallfahrten, wie etwa Marzoll bei Bad Reichenhall oder Diepoltskirchen bei Eggenfelden unterscheiden sich nicht von den Abbildungen des Valentin von Rätien, welcher als Bischof mit einem kranken Kind zu seinen Füßen dargestellt wird.
Valentin von Terni wird eigentlich als Bischof mit einem Schwert (Martyrium: Enthauptung) und einem Hahn (Symbol für Opferung seines Lebens) dargestellt.

## Bauernregel
Die dem Gedenktag am 14. Februar entsprechende Bauernregel lautet:
- Ist’s am Valentin noch weiß, blüht zu Ostern schon das Reis.
- Am Tag von Sankt Valentin, gehen Eis und Schnee dahin.

## Forensische Gesichtswiederherstellung

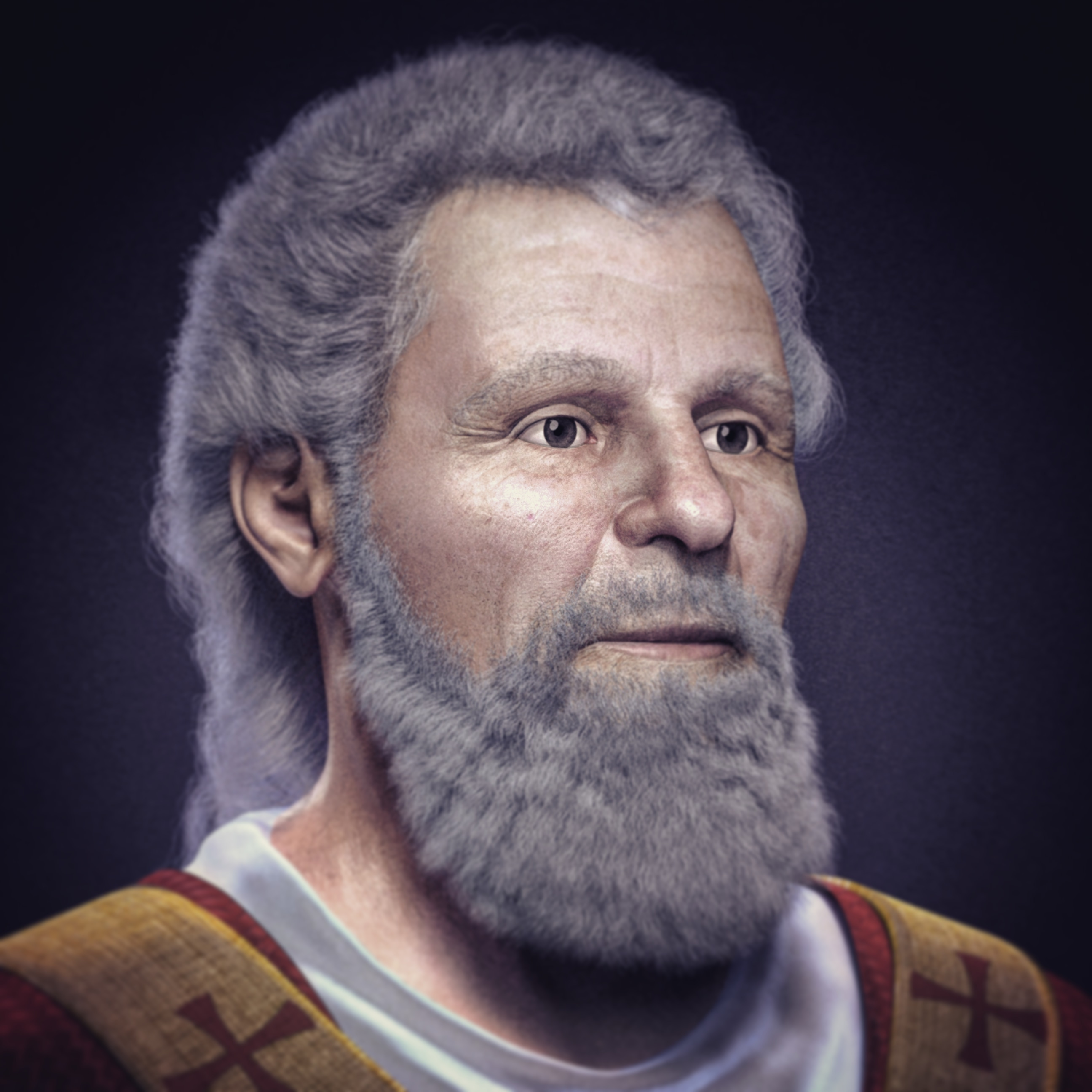
Forensische Gesichtswiederherstellung

Im Februar 2017 wurde das Gesicht des heiligen Valentin anhand des Schädels aus der Kirche Santa Maria in Cosmedin in Rom vom 3D-Designer Cicero Moraes rekonstruiert.